# 2000 lire Museo Nazionale Romano
Con D.M.T. 20 settembre 1999 venne autorizzata l'emissione di una moneta commemorativa in argento del valore nominale di 2000 lire dedicata al 110° della fondazione del Museo Nazionale Romano.

## Dati tecnici
Al dritto al centro è riprodotto un denario coniato dagli insorti della guerra sociale, prima testimonianza epigrafica della parola "Italia" sotto cui si legge il nome dell'autrice PERNAZZA, in giro è scritto "REPVBBLICA ITALIANA".
Al rovescio al centro è riprodotto la statua dell'Ares Ludovisi, a destra in alto è indicato il valore della moneta, mentre in basso si trovano la data ed il segno di zecca R; a sinistra in giro è scritto "MVSEO NAZIONALE ROMANO".
Contorno: rigato 
Il diametro è di 31,4 mm, il peso di 16 g e il titolo è di 835/1000
La moneta è presentata nella duplice versione fior di conio e fondo specchio, rispettivamente in 35 500 e 6 700 esemplari.